# 國際金融中心遺址
國際金融中心遺址，或亞洲金融中心遺址，主要用於諷刺香港回歸後自2019冠狀病毒病疫情以來的香港特區政府治理方向，使香港各種制度越來越沒有效果，其作為國際金融中心地位迅速地每况愈下等情況，是2023年興起的中國內地及香港的網絡流行語，後流行至海外媒體等甚至用以評價經濟時政分析。對此，官員與學者亦強烈駁斥此說法，並稱有數據成績鞏固香港特色發展的地位。

## 背景資料
香港由於地理與歷史原因，相對開放的經貿狀況，曾是國際金融中心之一，在全球金融中心指數中，長年穩固排行全球首4位。中國經濟學家許小年曾對香港作為國際金融中心之地位評價甚高，並稱上海永遠不能趕上香港成為國際金融中心，因香港的法系和稅制有絕對優勢。唯新冠疫情後香港與中國內地全面通關引致中港矛盾，中國內地多了很多批評香港的言論。比如說在電子支付普及的程度，遠較深圳為低；在其後連串的反對逃犯條例修訂草案運動、港區國安法，並有中国內地人士以「挑战在香港只说普通话」等标题发布视频，若有香港人无法使用普通话交流，便誇大是歧視內地人，與此同時，輿論指出潛在投資者因為港區國安法等地緣政治風險，而對香港失去信心，股市遠落後於世界各股市的成長，金融指數在近年還大幅下滑（例如恆生指數由2018年33484點高位曾一度跌破15000點，總市值也被印度股市超越）。
2023年起隨著對中國經濟看空，高級人才大量離開等，香港的指標性地位開始動搖，受到不分陸、港內外以及國際的網民、媒體、專家的共同質疑，認為香港已發展成為國際金融中心的「遺址」，甚至嘲諷是「國際金融中心廢墟」等言論。香港的數據作為經濟成績單幾十年，也被視為是中國政府施政能力的風向標，而近年整體經濟表現不佳下，相關的諷刺評論還有「深圳已變成服務香港窮人的城市」、香港「位至三大金融中心用了一百年，變成遺址只要五年」、「這是因為你悲觀，我看到由治及興帶來的好處。」等等，兩地輿論的嫉妒心與感嘆聲紛起，使得「踩港」好像是共同的流量密碼。
「國際金融中心遺址」的戲稱，一般認為大略起源於2023年8月。當時中國社交平台微博開始有人以「遺址」形容香港股市、小紅書也出現「國際金融中心遺址」旅遊打卡潮。有人專門到中環交易廣場打卡，拍下「無流動性的前世界金融中心遺址」、甚至有人將香港與兵馬俑相提並論。不过仍有部分中国大陆网民评论，香港相较于内地没有外汇管制，上海等内地一线城市短时间内也无法替代香港国际金融中心之影響力，儘管香港的經濟情況確實表現不如人意，但香港在2024年的全球金融中心指数排名中仍然排行全球第三，仅次於紐約、倫敦。

## 各界回應

### 香港特區政府及建制派
香港特區政府反駁國際金融中心遺址這個說法，認為是站不住腳的。港府認為，香港金融市場根基仍然穩固，韌性十足。財經事務及庫務局局長許正宇在其網誌上以「久經歷練的國際金融中心」為題發表文章指，從現實數據客觀地看，香港金融市場具備「國際性」、「綜合性」及「增長性」的特點，變成「國際金融中心遺址」的說法完全站不住腳。
香港立法會議員吳永嘉批評「國際金融中心遺址」說法是對香港的抹黑，提出香港駐京辦要求網絡平台刪除或屏蔽中國內地網民關於「國際金融中心遺址」的討論。

### 香港商界
商界方面，中原地產創辦人施永青認為，現實的發展的確存在這樣趨向的可能性，香港人和香港政府要設法挽回，否則會成真，須爭歐美資金返港。
紀惠集團副主席及行政總裁湯文亮認為，香港變國際金融中心「遺址」，代表國家富強，國家有完善法律制度，可以令人放心，香港可以功成身退。

### 中華民國
2024年2月27日，民進黨立委吳秉叡向行政院長陳建仁質詢，美國國會正檢討「香港經濟貿易辦事處（HKETO）認證法」，該法案背後有4個重要意義，一是美國在香港的3個總領事館有維持原有地位的必要，因為香港在反送中後變成中國的一個城市，但如今沒有一個城市可以獲得如此重要的外交地位，因此要檢討。二是香港貨物到美國的關稅，能否再享有跟中國不同的地位，屆時香港會失去轉口貿易的地位，「東方明珠早就蒙塵了，現在更被諷刺是金融中心的廢墟、遺址」。
吳秉叡續指，三是過去很多西方高科技以香港做為窗口進入中國，同樣被檢討。四是最嚴重的，美國在討論港幣能否直接兌換美金，因為沒有一個國家可以用兩種貨幣來兌換美金，故港幣有可能被踢出美金的結算機制；台灣過去跟隨美國政策，給予香港很多不同對待，但如今美國對香港立場變更，若港幣無法兌換美金，香港的經濟將很快發生系統性風險，行政團隊及國安單位是否有設任何防火牆措施及檢討準備。吳秉叡強調，這是國家戰略層次的思考，台灣做為自由世界的經濟體，不可能不跟著美國步伐，假設未來港幣不能兌換美金，「我們就不容許港元來兌換台幣，拿到不能兌換美金的港幣要幹嘛」。他直言，香港本身正在衰落，美國兩黨現在也在比誰更「反共」，將中共列為假想敵，而台灣若未針對變局做好準備，屆時恐將措手不及。
陳建仁答詢說，行政院有密切關注整個情勢的發展，確實港澳在中國化之後，漸漸地失去政治、經濟、甚至貿易上的地位。
陸委會主委邱太三也指出，香港的情勢在反送中後發生急遽變化，陸委會每年都會請學者專家，就政治自由度、司法獨立性、社會問題及經貿發展與金融問題進行探討；台灣跟各國針對香港問題都有訊息交換與合作機制，政府相關部會也有相關監管機制。
金管會主委黃天牧補充，目前銀行保險證券對香港的投資，已逐年緩步下降，而銀行對香港曝險部分，佔國際曝險也降低至第5位，相關風險管理是金管會平常提醒銀行要注意到的。